# Rafik Sorman
Il Rafik Sorman è una società di calcio libica che partecipa al campionato libico di massima serie.
Il club ha sede a Sorman ed è stato fondato nel 1959.
Nel 2007 ha partecipato per la prima volta nella sua storia alla Lybian Premier League, retrocedendo immediatamente in seconda serie.